# Callithrix humeralifera
Callithrix humeralifera är en däggdjursart som först beskrevs av Étienne Geoffroy Saint-Hilaire 1812.  Callithrix humeralifera ingår i släktet silkesapor och familjen kloapor. Inga underarter finns listade. Arten tillhör undersläktet Mico som ibland betraktas som självständigt släkte.

## Utseende
Kroppslängden (huvud och bål) är 20 till 27 cm och därtill kommer en 31 till 36 cm lång svans. Hanar väger i genomsnitt 475 gram.
Det nästan nakna ansiktet är mörk med undantag av de köttfärgade regionerna kring nosen och ögonen som saknar pigment. Kring halsen och axlarna förekommer en ljusgrå man som står i kontrast till den mörka pälsfärgen på angränsande kroppsdelar. Dessutom har arten stora ljusgrå tofsar på öronen. Regionen mellan manen och ansiktet är svartgrå. Även bålens ovansida är täckt av svartgrå päls med flera ljusgråa till vita fläckar. Callithrix humeralifera har ljusa ringar på den svartaktiga svansen. Med undantag av stortån är alla fingrar och tår utrustade med klor.
Arten har i varje käkhalva 2 framtänder, en hörntand, tre premolarer och två molarer, alltså 32 tänder. De övre framtänderna är nästan lika stora som hörntänderna.

## Utbredning
Denna silkesapa förekommer i nordcentrala Brasilien i delstaterna Amazonas och Pará. Arten vistas där i regnskogar. Utbredningsområdet ligger mellan Amazonfloden och Rio Tapajós.

## Ekologi
Liksom hos andra kloapor bildar individerna flockar med 5 till 15 medlemmar som har ett 10 till 40 hektar stort revir. Födan utgörs av olika växtdelar, naturgummi och några smådjur som insekter, grodor och ödlor.
Antagligen är fortplantningssättet lika som hos andra släktmedlemmar med två kullar per år och två ungar per kull.